# Marcell Deák-Nagy
Marcell Deák-Nagy (ur. 28 stycznia 1992) – węgierski lekkoatleta specjalizujący się w biegu na 400 metrów.
Wielokrotny złoty medalista mistrzostw kraju. W 2008 roku zajął 4. miejsce w półfinałowym biegu na 400 m na mistrzostwach świata juniorów w Bydgoszczy i nie awansował do finału. Dwa lata później zdobył srebrny medal w na tym samym dystansie podczas mistrzostw świata juniorów w Moncton. Mistrz Europy juniorów oraz zwycięzca uniwersjady z 2011. W 2012 został wicemistrzem Europy. Bez powodzenia startował na igrzyskach olimpijskich w Londynie.
Rekord życiowy: 45,42 (22 lipca 2011, Tallinn) – rezultat ten jest aktualnym rekordem Węgier juniorów, młodzieżowców oraz seniorów.

## Osiągnięcia
| Rok  | Impreza                              | Miejsce   | Konkurencja        | Lokata     | Wynik   |
| ---- | ------------------------------------ | --------- | ------------------ | ---------- | ------- |
| 2008 | Mistrzostwa świata juniorów          | Bydgoszcz | bieg na 400 m      | półfinał   | 47,43   |
| 2008 | Mistrzostwa świata juniorów          | Bydgoszcz | sztafeta 4 × 400 m | eliminacje | 3:10,20 |
| 2009 | I liga drużynowych mistrzostw Europy | Bergen    | sztafeta 4 × 400 m | 3. miejsce | 3:08,54 |
| 2009 | Gimnazjada                           | Doha      | bieg na 400 m      | 1. miejsce | 47,41   |
| 2010 | I liga drużynowych mistrzostw Europy | Budapeszt | bieg na 400 m      | 5. miejsce | 46,22   |
| 2010 | I liga drużynowych mistrzostw Europy | Budapeszt | sztafeta 4 × 400 m | 2. miejsce | 3:06,71 |
| 2010 | Mistrzostwa świata juniorów          | Moncton   | bieg na 400 m      | 2. miejsce | 46,09   |
| 2010 | Mistrzostwa Europy                   | Barcelona | sztafeta 4 × 400 m | półfinał   | 3:08,32 |
| 2011 | I liga drużynowych mistrzostw Europy | Izmir     | bieg na 400 m      | 2. miejsce | 46,01   |
| 2011 | Mistrzostwa Europy juniorów          | Tallinn   | bieg na 400 m      | 1. miejsce | 45,42   |
| 2011 | Uniwersjada                          | Shenzhen  | bieg na 400 m      | 1. miejsce | 45,50   |
| 2012 | Mistrzostwa Europy                   | Helsinki  | bieg na 400 m      | 2. miejsce | 45,52   |
| 2012 | Igrzyska olimpijskie                 | Londyn    | bieg na 400 m      | eliminacje | 46,17   |